# Halowe Mistrzostwa Europy w Lekkoatletyce 1985 – bieg na 200 m kobiet
Bieg na 200 metrów kobiet – jedna z konkurencji biegowych rozgrywanych podczas halowych lekkoatletycznych mistrzostw Europy w  hali Stadion Pokoju i Przyjaźni w Pireusie. Eliminacje i półfinały zostały rozegrane 2 marca, a bieg finałowy 3 marca 1985. Zwyciężyła reprezentantka Niemieckiej Republiki Demokratycznej Marita Koch, która była już mistrzynią na tym dystansie w 1983. Tytułu zdobytego na poprzednich mistrzostwach nie broniła Jarmila Kratochvílová z Czechosłowacji.

## Rezultaty

### Eliminacje
Rozegrano 3 biegi eliminacyjne, do których przystąpiło 12 biegaczek. Awans do półfinałów dawało zajęcie jednego z pierwszych dwóch miejsc w swoim biegu (Q). Skład półfinałów uzupełniły cztery zawodniczki z najlepszym czasem wśród przegranych (q).
Opracowano na podstawie materiału źródłowego.
Bieg 1
| Miejsce | Zawodniczka         | Czas  | Uwagi |
| ------- | ------------------- | ----- | ----- |
| 1       | Kirsten Emmelmann   | 23,95 | Q     |
| 2       | Sølvi Olsen         | 24,38 | Q     |
| 3       | Ann-Louise Skoglund | 24,48 | q     |
| 4       | Cristina Pérez      | 24,95 | q     |
| –       | Saša Kranjc         | DNS   |       |

Bieg 2
| Miejsce | Zawodniczka     | Czas  | Uwagi |
| ------- | --------------- | ----- | ----- |
| 1       | Marita Koch     | 23,61 | Q     |
| 2       | Joan Baptiste   | 23,88 | Q     |
| 3       | Mercedes Cano   | 24,89 | q     |
| 4       | Susanna Bergman | 25,08 |       |

Bieg 3
| Miejsce | Zawodniczka      | Czas  | Uwagi |
| ------- | ---------------- | ----- | ----- |
| 1       | Els Vader        | 23,99 | Q     |
| 2       | Daniela Ferrian  | 24,51 | Q     |
| 3       | Maria Fernström  | 24,62 | q     |
| 4       | Josiane Reinesch | 25,17 |       |

### Półfinały
Rozegrano 2 biegi półfinałowe, w których wystartowało 10 biegaczek. Awans do finału dawało zajęcie jednego z dwóch pierwszych miejsc w swoim biegu (Q). Skład finału uzupełniła zawodniczka z najlepszym czasem wśród przegranych (q).
Opracowano na podstawie materiału źródłowego.
Bieg 1
| Miejsce | Zawodniczka         | Czas  | Uwagi |
| ------- | ------------------- | ----- | ----- |
| 1       | Kirsten Emmelmann   | 23,38 | Q     |
| 2       | Joan Baptiste       | 23,48 | Q     |
| 3       | Ann-Louise Skoglund | 24,09 | q     |
| 4       | Daniela Ferrian     | 24,15 |       |
| 5       | Cristina Pérez      | 24,52 |       |

Bieg 2
| Miejsce | Zawodniczka     | Czas  | Uwagi |
| ------- | --------------- | ----- | ----- |
| 1       | Marita Koch     | 23,09 | Q     |
| 2       | Els Vader       | 23,73 | Q     |
| 3       | Mercedes Cano   | 24,31 |       |
| 4       | Sølvi Olsen     | 24,34 |       |
| 5       | Maria Fernström | 24,41 |       |

### Finał
Opracowano na podstawie materiału źródłowego.
| Miejsce | Zawodniczka         | Czas  |
| ------- | ------------------- | ----- |
| 1       | Marita Koch         | 22,82 |
| 2       | Kirsten Emmelmann   | 23,06 |
| 3       | Els Vader           | 23,64 |
| 4       | Joan Baptiste       | 23,67 |
| 5       | Ann-Louise Skoglund | 24,00 |